# Apostolische Nuntiatur für Georgien
Die Apostolische Nuntiatur für Georgien ist die offizielle diplomatische Vertretung des Heiligen Stuhls in Georgien mit Sitz in Tiflis.
Die Nuntiatur wurde durch Papst Johannes Paul II. 1992 in Tiflis eingerichtet.
Der Apostolische Nuntius ist neben Georgien auch für die Nuntiaturen in Aserbaidschan und Armenien zuständig.

## Liste der Apostolischen Nuntien
- Jean-Paul Aimé Gobel, 1993–1997, später Nuntius für Sénégal, Guinea-Bissau, Mali, Cape Verde
- Peter Zurbriggen, 1998–2001, später Nuntius für Estland, Lettland und Litauen
- Claudio Gugerotti, 2001–2011
- Marek Solczyński, 2011–2017
- José Avelino Bettencourt, 2018–2023, nicht Nuntius in Aserbaidschan
- vakant, seit 2023